# Olinde Rodrigues
Pour les articles homonymes, voir Rodrigues (homonymie).
Olinde Rodrigues (né le 6 octobre 1795 à Bordeaux, mort le 17 décembre 1851 à Paris) est un mathématicien, financier et économiste français. Il fut à l'avant-garde du mouvement saint-simonien.

## Biographie
Olinde Rodrigues, d'une famille de banquiers juifs sépharades, est le fils d'Isaac Rodrigues-Henriques, assureur, courtier et négociant, et de Sarah Sophie Lopès-Fonseca. Il est frère d'Eugène Rodrigues ; une de ses sœurs épousera son cousin germain Émile Pereire et une autre Charles Sarchi. Marié à Denise Martin-Daubigny, il est le beau-père de Charles Chobrzyński.
Olinde Rodrigues suit ses études au Lycée Louis-le-Grand, puis à la faculté des sciences de Paris, en ayant renoncé à entrer à l'École polytechnique (dont il devient cependant par la suite répétiteur de mathématiques) et à l'École normale supérieure,. Il obtient son doctorat le 28 juin 1815 en soutenant deux thèses, De l'attraction des sphéroïdes où il expose la formule qui porte aujourd'hui son nom, et Mouvement de rotation d'un corps de révolution pesant devant un jury présidé par Lacroix. Ces travaux passent cependant inaperçus et sont redémontrés de façon indépendante en 1835 par Jacobi et Ivory. Ce n'est qu'en 1860 que Charles Hermite retrouve ses écrits et lui rend justice.
Devenu courtier en bourse et banquier, il est nommé directeur de la Caisse hypothécaire.

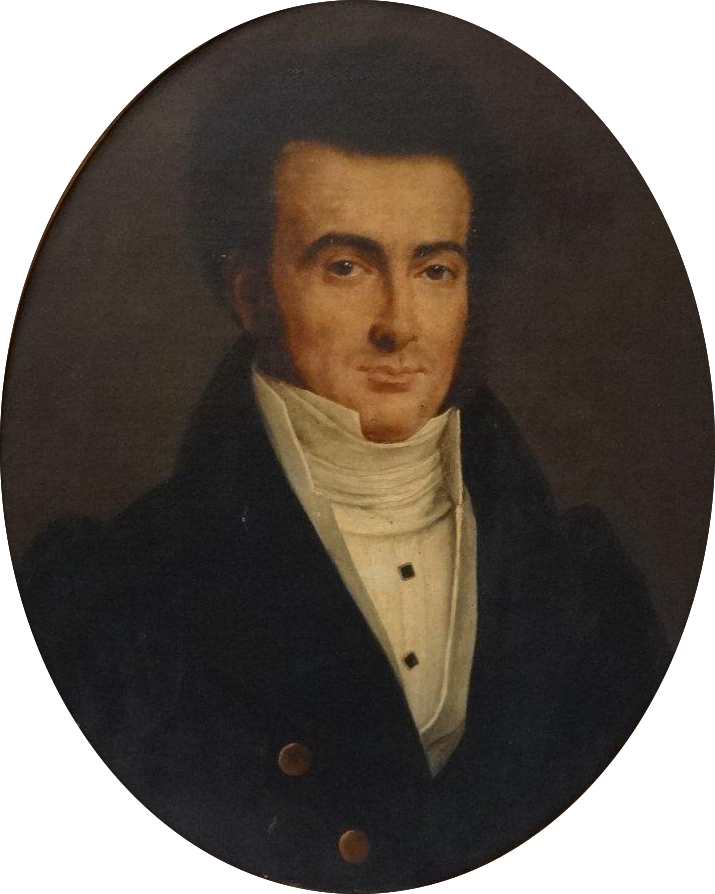
Portrait d'Olinde Rodrigues.

Olinde Rodrigues est adepte des idées du comte de Saint-Simon (1760-1825), dont il fait la connaissance en 1823. Il en devient alors le principal disciple et l'héritier. Il présente son élève Enfantin à Saint-Simon en 1825. À la mort de celui-ci, il devient le chef (et principal financier) de la religion saint-simonienne selon la volonté du comte de Saint-Simon. En juin 1825, juste après la mort de Saint-Simon, comme il l'a promis à celui-ci sur son lit de mort, il fonde un journal, Le Producteur. Il publie les œuvres de Saint-Simon et continue à défendre cet idéal socialiste. Il publie en politique, sociologie et études bancaires.
Parallèlement, il continue de publier quelques travaux mathématiques et notamment, en 1840, sur le groupe des déplacements. Son travail a toutefois été occulté par celui de William Rowan Hamilton.
Après avoir pris ses distances avec Enfantin et le saint-simonisme, Rodrigues revient aux affaires financières. Il prend une part active à la création des chemins de fer en France avec ses cousins les frères Pereire (Compagnie du chemin de fer de Paris à Saint-Germain, Compagnie du chemin de fer de Paris à Orléans).
Il meurt dans un accident domestique ou un « accident stupide », rue d'Amsterdam, le 17 décembre 1851 en présence d'Isaac Pereire. Il est enterré dans la tradition funéraire judaïque au cimetière du Père-Lachaise, sa tombe est adjacente de celle de Saint-Simon.

## Postérité
Un paquebot de la Compagnie générale transatlantique, lancé en 1874 sous le nom de Franconia, fut rebaptisé en son honneur Olinde Rodrigues en 1878, avant d'être intercepté par les États-Unis au large de Porto-Rico, en 1898, lors de la Guerre hispano-américaine, puis  d'être démoli en 1905.

## Publications
- Mouvement de rotation d'un corps de révolution pesant, Paris, 1815, [lire en ligne]
- De l'attraction des sphéroïdes, 1815
- Théorie de la caisse hypothécaire, ou Examen du sort des emprunteurs, des porteurs d'obligations et des actionnaires de cet établissement, 1820
- Appel : religion saint-simonienne, 1831
- Réunion générale de la famille : séances des 19 et 21 novembre, 1831
- Son premier écrit / Saint-Simon, 1832
- Le disciple de Saint-Simon aux Saint-Simoniens et au public, 1832
- Aux saint-simoniens, 13 février 1832 : bases de la loi morale proposées à l'acceptation des femmes, 1832
- Olinde Rodrigues à M. Michel Chevalier, rédacteur du "Globe" : religion saint-simonienne, 1832
- De l'organisation des banques à propos du projet de loi sur la Banque de France, 1840
- Des lois géométriques qui régissent les déplacements d'un système solide dans l'espace: et de la variation des coordonnées provenant de ces déplacements considérés indépendamment des causes qui peuvent les produire, 1840
- Les Peuples et les diplomates. La Paix ou la guerre, 1840
- Œuvres de Saint-Simon, 1841
- Poésies sociales des ouvriers, réunies et publiées par Olinde Rodrigues, 1841
- Théorie des banques, 1848, lire en ligne sur Gallica
- De l'Organisation du suffrage universel, proposition d'un nouveau mode électoral par Olinde Rodrigues, 1848
- Organisation du travail, association du travail et du capital, 1848
- Organisation du travail, bases de l'organisation des banques, 1848
- « Sur le nombre de moyens d'effectuer un produit de n facteurs », Journal de mathématiques pures et appliquées, vol. 3,‎ 1838, p. 549 (lire en ligne)